# Büky László
Büky László (Nagykanizsa, 1941. október 7. –) magyar nyelvész, egyetemi tanár.

## Életútja
Büky Ferenc magániparos asztalosmester (Büky és Buday Asztalosüzem), államosítás után állami alkalmazott és Horváth Gabriella adminisztrátor gyermekeként született. Az általános iskolát is Nagykanizsán végezte, majd a Landler Jenő (ma Irányi Dániel) Gimnáziumban érettségizett 1960-ban. 1961-től a Pécsi Tanárképző Főiskola hallgatója volt, 1965-ben szerezte meg magyar–történelem szakos általános iskolai tanári oklevelét. Magyar szakos középiskolai tanári képesítését a József Attila Tudományegyetemen 1968 és 1971 között folytatott tanulmányai végeztével szerezte meg.
1960-tól 1974-ig a nagykanizsai Korpavár-Palini Általános Iskola tanára volt, 1974 után pedig a szegedi József Attila Tudományegyetem nyelvészeti tanszékén oktatott tanársegédként, 1978-tól adjunktusként, 1987-től docensként. 1990 és 2006 között tanszékvezető, ezzel párhuzamosan 1993 és 1998 között az egyetemi Magyar Nyelvi és Irodalmi Intézet, valamint 1993-tól 2002-ig a nyelvészeti PhD-alprogram vezetője volt.
1976-ban egyetemi doktorátust szerzett a magyar nyelvészet területén az Eötvös Loránd Tudományegyetemen. 1984-ben a nyelvtudomány kandidátusa, 2002-ben a Magyar Tudományos Akadémia doktora lett. 2003-ban egyetemi tanárrá habilitált a Szegedi Tudományegyetemen.

## Munkássága
Tudományos kutatásai a leíró nyelvtanra, a magyar nyelvtörténetre, a szemiotikára, a szemantikára, a textológiára, a stilisztikára és a nyelvművelésre irányulnak. Behatóan tanulmányozta Füst Milán költői nyelvezetének különböző aspektusait, a színnevek szemiotikai jelentőségét, a metaforahasználat sajátosságait, emellett szövegtani szempontból foglalkozott Karinthy Frigyes műveivel is.
1990 óta szerkesztőségi tagja a Szegeden kiadott Néprajz és Nyelvtudomány című folyóiratnak, 1997–2000-ben tagja volt a Magyar Tudományos Akadémia nyelvtudományi bizottságának.
Tudományos munkássága elismeréseképpen 2004-ben Lőrincze Lajos-díjat kapott.

### Főbb művei
- Képalkotás és képrendszer Füst Milán és Karinthy Frigyes költői nyelvében. Budapest: Akadémiai. 1989.
- Egy vers szóhasználati háttere: Füst Milán – Szellemek utcája. Szeged: Szegedi Tudományegyetem. 2000.
- Füst Milán metaforahasználatának alapjai – szótárszerű feldolgozásban. Szeged: Szegedi Tudományegyetem. 2002.
- Füst Milán metaforahasználatának szövegmondattanából – szótárszerű feldolgozásban. Szeged: Szegedi Tudományegyetem. 2004.
- Szó, stílus, értelmezés. Szeged: JATE Press. 2006.
- Stílusmagatartási formák Füst Milán és Weöres Sándor költői nyelvében. Szeged: Szegedi Tudományegyetem. 2011.
- Lírai én a tárgyi és szellemi világban: Füst Milán költői nyelvének szemiotikai, szövegtani és stilisztikai háttere. Budapest: Magyar Szemiotikai Társaság. 2018.
- Versek, szavak szerkezetek Weöres Sándor lírájában. Budapest: Magyar Szemiotikai Társaság. 2019.
- Karinthy és a nyelv. Budapest: Magyar Szemiotikai Társaság. 2020.
- Dolgok, tárgyak, személyek – Régi magyar szavak magyarázatai. Budapest: Magyar Szemiotikai Társaság. 2022.
- Ábrázoltságjelek és stílusképek Krúdy Gyula szövegvilágából. Budapest: Magyar Szemiotikai Társaság. 2023.  ISBN 978-615-5597-23-7
- (Szép)irodalmi témaszálak. Budapest: Magyar Szemiotikai Társaság. 2025.  ISBN 978-615-5597-26-8